# Григорович, Василий Иванович (художник)
Васи́лий Ива́нович Григоро́вич (1786/1787— 1865) — русский историк и художественный критик, важная фигура в художественной жизни Петербурга николаевской эпохи, государственный деятель. Профессор (с 1828) и почётный вольный общник (с 1830), многолетний конференц-секретарь (в 1826–1859) Императорской Академии художеств, издатель «Журнала изящных искусств». Почётный член Петербургской Академии наук (1841). Действительный статский советник (1855).

## Биография
Родился 31 декабря 1786 (11 января 1787) года в Пирятине. Его брат, Константин Иванович Григорович (1807—1902) — капитана 1 ранга, отец Ивана Константиновича Григоровича.
В 1803 году окончил Киево-Могилянскую академию. С 1824 года принимал активное участие в работе Общества поощрения художников в Петербурге.
С 1828 года профессор и конференц-секретарь Императорской Академии художеств. С 1839 года — действительный член Академии Российской, с 1841 года — почётный член Петербургской академии наук.
Почти каждое лето Василий Иванович Григорович приезжал в Пирятин к матери, бывал также, на хуторе Убижыцы, где гостил у отца Евгения Павловича Гребинки, с которым поддерживал дружеские отношения.
Издал художественный журнал «Журнал изящных искусств» (1823, 1825).
Способствовал развитию художественного образования на Украине, помогал молодым украинским художникам. Он принимал активное участие в освобождении Тараса Шевченко из крепостного права. О дне освобождения поэт посвятил В. И. Григоровичу поэму «Гайдамаки». 24 декабря 1843 года Т. Г. Шевченко посетил мать Григоровича, о чем сообщил его письмом от 28 декабря. С посвящением В. И. Григоровичу Евгений Гребинка издал в 1837 году «Рассказы Пирятинца».
Умер в Санкт-Петербурге 15 (27) мая 1865 года; был похоронен на Смоленском православном кладбище.
Был женат на дочери скульптора академика Ивана Петровича Мартоса, Софье Ивановне (1798—1856). Их дочь, Анна Васильевна, была замужем за архитектором Александром Ивановичем Кракау.

## Публикации текстов
- Григорович В. И. Избранные труды / В. И. Григорович; сост., авт. вступ. ст. и примеч. Н. С. Беляев; науч. ред. Г. В. Бахарева; БАН. — СПб. : Лема, 2012. — 480 с. : ил. — ISBN 978-5-98709-507-2. — OCLC 849359795.